# Eleccions municipals de Benidorm de 1987
Les eleccions municipals de Benidorm de 1987 foren unes eleccions fetes dins de les eleccions municipals espanyoles de 1987 a la ciutat de Benidorm, a la Marina Baixa. Es van celebrar el 10 de juny de 1987, simultàniament amb les eleccions a les Corts Valencianes de 1987.
El triomf va seguir sent per al PSOE i Manuel Catalán Chana, qui guanyà les eleccions amb 10 regidors tot i una lleugera pèrdua de dos regidors respecte a les anteriors eleccions. El Partit Demòcrata Popular (PDP), amb el futur alcalde Vicent Pérez Devesa com a cap de llista, va aconseguir un èxit inaudit per a la formació, superant al seu competidor principal, Aliança Popular (AP), que quedà tercera amb molta distància. També entrà al consistori el Centre Democràtic i Social (CDS) mentres que el valencianisme d'UPV va perdre la seua representació.

## Candidatures
Tot seguit, s'especifiquen les candidatures presentades a les eleccions amb els seus caps de llista corresponents. Es desconeixen els caps de llista d'algunes candidatures degut a la manca de dades sobre la publicació oficial d'aquestes al BOA.
- Partit Socialista Obrer Espanyol (PSOE)
  - Cap de llista: Manuel Catalán Chana
- Partit Demòcrata Popular-Centristes Valencianas (PDP-CV)
  - Cap de llista: Vicent Pérez Devesa
- Federació de Partits d'Aliança Popular (AP)
  - Cap de llista: Miguel Barceló Pérez
- Centre Democràtic i Social (CDS)
  - Cap de llista:
- Partit Socialista Independent (PSI)
  - Cap de llista:
- Coalició Esquerra Unida-Unitat del Poble Valencià (IU-UPV)
  - Cap de llista:
- Els Verds (LV)
  - Cap de llista:
- Partit dels Treballadors d'Espanya-Unitat Comunista (PTE-UC)
  - Cap de llista:

## Resultats
| Partit       | Partit                                              | Vots   | %     | Escons | +/– |  |
| ------------ | --------------------------------------------------- | ------ | ----- | ------ | --- |  |
|              | Partit Socialista Obrer Espanyol                    | 6.528  | 43,09 | 10     | 2   |  |
|              | Partit Demòcrata Popular-Centristes Valencians      | 4.464  | 29,47 | 7      | Nou |  |
|              | Federació de Partits d'Aliança Popular              | 1.476  | 9,74  | 2      | 4   |  |
|              | Centre Democràtic i Social                          | 786    | 5,19  | 1      | 1   |  |
|              | Partit Socialista Independent                       | 768    | 5,07  | 1      | Nou |  |
|              |                                                     |        |       |        |     |  |
|              | Coalició Esquerra Unida-Unitat del Poble Valencià   | 628    | 4,15  | 0      | 2   |  |
|              | Els Verds                                           | 341    | 2,25  | 0      | Nou |  |
|              | Partit dels Treballadors d'Espanya-Unitat Comunista | 159    | 1,05  | 0      | Nou |  |
| Total        | Total                                               | 15.150 | 99,4  | 21     | 0   |  |
|              |                                                     |        |       |        |     |  |
| Vots vàlids  | Vots vàlids                                         | 15.246 | n/a   |        |     |  |
| Vots nuls    | Vots nuls                                           | n/a    | n/a   |        |     |  |
| Participació | Participació                                        | 15.416 | 68,1  |        |     |  |
| Cens         | Cens                                                | 22.652 |       |        |     |  |
| Font:        |                                                     |        |       |        |     |  |